# Royal London Group
Royal London Group — британская страховая компания, специализирующаяся на пенсионном страховании. Является обществом взаимного страхования, его совладельцами являются 1,7 миллионов держателей полисов.
Royal London основали в 1861 году. В 2000 году поглощена страховой группой United Assurance и шотландскии страховщикои Scottish Life. В 2008 году были куплены открытые пенсионные фонды компании Resolution plc. В 2011 году была поглощена компания Royal Liver Assurance. В 2013 году у The Co-operative Group были куплены операции по страхованию жизни, пенсионному страхованию и управлению активами. Также в этом году менеджменту была продана офшорная дочерняя компания RL360° (зарегистрированная на острове Мэн). В 2020 году были приобретены Police Mutual и Forces Mutual, взаимные пенсионные фонды британских полиции и вооружённых сил.
Из выручки 6,47 млрд фунтов за 2020 год страховые премии составили 1,02 млрд фунтов, инвестиционный доход — 5,45 млрд фунтов. Страховые выплаты составили 2,66 млрд фунтов. Активы на конец года составили 117 млрд фунтов, из них 48 млрд пришлось на инвестиции.
Основные подразделения:
- Intermediary — размещение полисов пенсионного страхования через посредников (страховых брокеров, финансовых консультантов); 2,71 млн страховых полисов.
- Consumer — продажа полисов непосредственно клиентам; 560 тысяч полисов.
- Legacy — закрытый пенсионный фонд (то есть не принимающий новых клиентов); 5,57 млн полисов.
- RLAM — услуги по управлению активами своих и сторонних пенсионных фондами; размер активов под управление 148 млрд фунтов.